# 佐伯老
佐伯 老（さえき の おゆ）は、奈良時代の貴族。官位は従五位上・近衛少将。

## 経歴
神護景雲4年（770年）8月に日食が発生した際、宇佐八幡宮へ派遣されて鹿毛の馬1頭を奉納した（この時の官位は大初位下・内舎人）。
近衛将監を経て、延暦3年（784年）従五位下に叙爵。翌延暦4年（785年）には早くも従五位上・近衛少将に昇進した。延暦6年（787年）相模守を兼ねている。

## 官歴
『続日本紀』による。
- 神護景雲4年（770年） 8月1日：見内舎人、大初位下
- 時期不詳：正六位上、近衛将監
- 延暦3年（784年） 正月7日：従五位下。3月14日：兼相模介
- 延暦4年（785年） 正月15日：近衛少将、相模介如元。11月25日：従五位上
- 延暦6年（787年） 2月5日：兼相模守